# Weinmannia fraxinea
Weinmannia fraxinea är en tvåhjärtbladig växtart som först beskrevs av James Edward Smith och David Don, och fick sitt nu gällande namn av Friedrich Anton Wilhelm Miquel. Weinmannia fraxinea ingår i släktet Weinmannia och familjen Cunoniaceae. Inga underarter finns listade i Catalogue of Life.